# Сесилия Шведская (1540—1627)
Сесилия Густавсдоттер Ваза (швед. Cecilia Gustavsdotter Vasa; 6 ноября 1540, Стокгольм — 27 января 1627, Брюссель) — шведская принцесса, в браке с Кристофом II маркграфиня Баден-Родемахерна. Вторая дочь короля Швеции Густава I и его второй жены Маргариты Лейонхувуд. Она является самой известной из дочерей Густава I из-за скандала, связанного с её отношениями с братом жениха своей сестры Катарины на её свадьбе, а также благодаря последующему длительному пребыванию в Англии при дворе королевы Елизаветы I.

## Биография

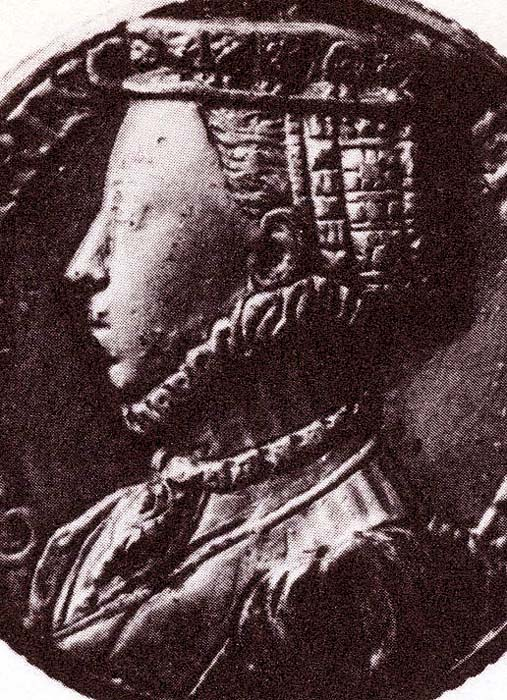
Принцесса Сесилия Шведская

### Ранняя жизнь
В детстве Сесилия отличалась слабым здоровьем и часто болела, но выросла красивой энергичной женщиной, обретя крепкое здоровье. Принцесса Сесилия часто упоминается как «белая ворона» в семье; она была противоречивой личностью, будучи замешанной во многих скандалах на протяжении всей своей жизни. Переговорам о браке мешали недопустимые личные связи Сесилии. В 1559 году, на свадьбе её старшей сестры Катарины с графом Восточной Фрисландии Эдцардом II в Вадстене, её братья видели, как к ней в окно несколько ночей подряд залезал мужчина. Они решили выяснить в чём дело, и поймали брата жениха, графа Иоганна II, в спальне сестры без штанов. Это вызвало большой скандал; после отказа жениться на Сесилии, граф был брошен в тюрьму на год, и некоторые источники сообщают, что он был кастрирован. Саму Сесилию побил собственный отец, и она обвинила его в том, что он выдрал ей пряди волос. Её братья отчеканили монету, изображавшую её как Сусанну в купальне: это должно было свидетельствовать о невинности Сесилии, подобно библейской Сусанне.
Принцесса Сесилия была замешана в нескольких других подобных инцидентах, и поэтому обладала скандальной репутацией. Люди сплетничали о том, какой метод контрацепции она использовала, утверждая, что она плюнула в рот жабе, чтобы избежать беременности. Её сводный брат, король Эрик XIV, издал новый протокол поведения при дворе после того, как Сесилия устроила ночную вечеринку в своих личных комнатах.

### Брак
В 1564 году она вышла замуж за Кристофа II, маркграфа Баден-Родемахерна. Сразу после свадьбы она отправилась в Англию с официальным государственным визитом. Она приехала осенью 1565 года, преодолев около 400 миль по воде и 750 миль по льду и снегу. Визит Сесилии был частью попытки убедить королеву Елизавету I выйти замуж за её сводного брата короля Эрика XIV. Там она родила своего первенца, Эдуарда, которого Елизавета самолично отнесла к крестильной купели.
Она пробыла в Англии около года и выучила английский язык. Во время своего пребывания при английском дворе она потратила столько денег, что попыталась сбежать от своих кредиторов, но в 1565 году её поймали в Дувре, и бо́льшая часть её украшений и гардероба была конфискована кредиторами. В тот момент она была беременна; когда она наконец приехала в Родемахерн (ныне Родемак) и родила сына-инвалида, то обвинила в этом несчастье своих кредиторов.

### Графиня Арбуги
В 1571 году Сесилия и её семья, будучи протестантами, почувствовали угрозу из-за религиозной войны в Нидерландах и войск герцога Альба, находящихся поблизости, и переехали в Швецию. Когда она приехала, ей сказали, что недавно в страну прибыл английский купец Джон Димош — это был один из её старых кредиторов из Англии. Сесилия отомстила, конфисковав его корабль и посадив его в тюрьму, где он пробыл пять лет.
Сесилии дали город Арбуга в качестве феодального владения; она управляла городом и носила титул графиня Арбога. Она получала деньги от налогов, а также финансируя пиратский флот, который грабить иностранные корабли, скрывая прибыль от своих братьев. Она также занималась добычей полезных ископаемых и торговлей. После смерти своего мужа в 1575 году она обратилась в католицизм, чтобы уберечь владения своих сыновей, которые были захвачены католическими войсками. В это время королева Англии Елизавета по какой-то причине предложила ей выйти замуж за Роберта Дадли, графа Лестера, но брат Сесилии, король Швеции Юхан III, посоветовал ей отказаться, что она и сделала.
В 1578 году Сесилия связалась с испанским послом Франсиско де Эрасо, чтобы передать свой пиратский флот испанскому королю в обмен на пост губернатора Люксембурга или какой-либо другой испанской провинции. Её подозревали в заговоре против своего брата короля Юхана III, поскольку испанский посол часто её навещал. Она покинула Швецию в 1579 году и вернулась в Родемак, где родила внебрачную дочь Чаритас от Франсиско де Эрасо; она отдала девочку в монастырь.

### Поздняя жизнь
Принцесса Сесилия доверила образование своих сыновей иезуитам, в то время как сама, будучи католичкой, взяла на себя управление владениями Баден-Родемахерна в качестве регента. Будучи регентом в Священной Германской империи, она имела право на место в имперском германо-римском совете, которым активно пользовалась. Она встречалась с папой несколько раз и переезжала между католическими дворами Европы. Принадлежность к католической церкви сделало её объектом протестантской пропаганды, которая в 1594 году обвинила её в организации борделя в Брюсселе. У неё было много проблем из-за того, что на неё охотились кредиторы; один из них чуть не убил её в 1618 году и ей пришлось спасаться в доме архиепископа Трирского в Люксембурге.
Она умерла в очень преклонном возрасте и была похоронена под полом в церкви в Родмаке.

## Дети
У Сесилии и Кристофа II было шесть сыновей:
- Эдуард Фортунат, маркграф Баден-Родемахерна (1565—1600)
- Кристофер Густав Баден-Родемахернский (1566—1609)
- Филипп III, маркграф Баден-Родемахерна (1567—1620)
- Карл Баден-Родемахернский (1569—1590)
- Бернард Баден-Родемахернский (1570—1571)
- Юхан Карл Баден-Родемахернский (1572—1599) из Госпитальеров

Также у Сесилии была незаконнорожденная дочь Чаритас (1579—1629), которую поместили в монастырь.